# Простейов (округ)
Простейов (чеськ. Okres Prostějov) — адміністративно-територіальна одиниця в Оломоуцькому краї Чеської Республіки. Адміністративний центр — місто Простейов. Площа округу —770 кв. км., населення становить 108 795 осіб.
До округу входить 97 муніципалітетів, з котрих 5 — міста.